# Eacles penelope
Eacles penelope là một loài bướm đêm thuộc họ Saturniidae. Loài này có ở Nam Mỹ, bao gồm Ecuador.

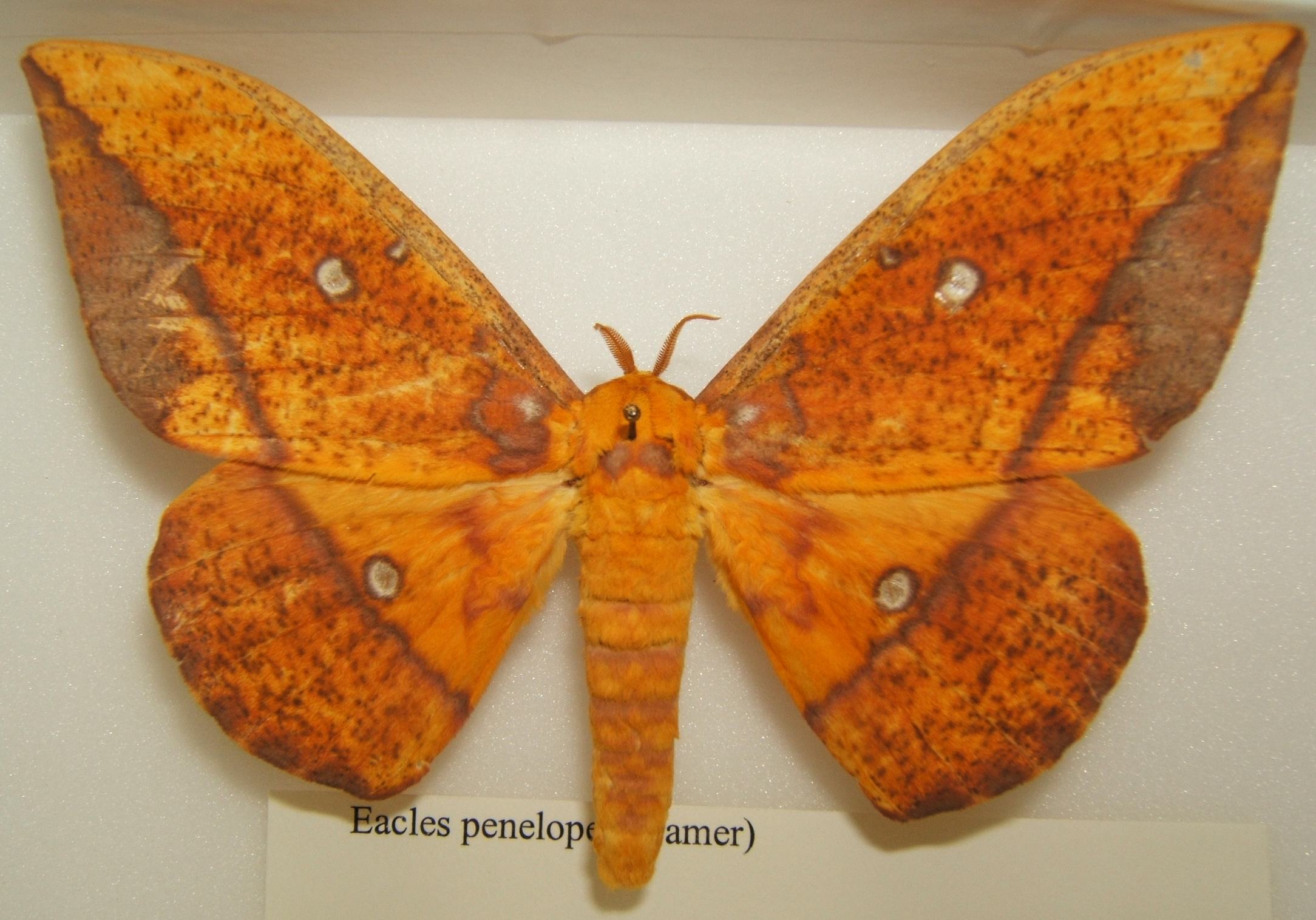
Eacles penelope male

The wingspan reaches 185 mm.
Ấu trùng ăn sồi.

## Hình ảnh

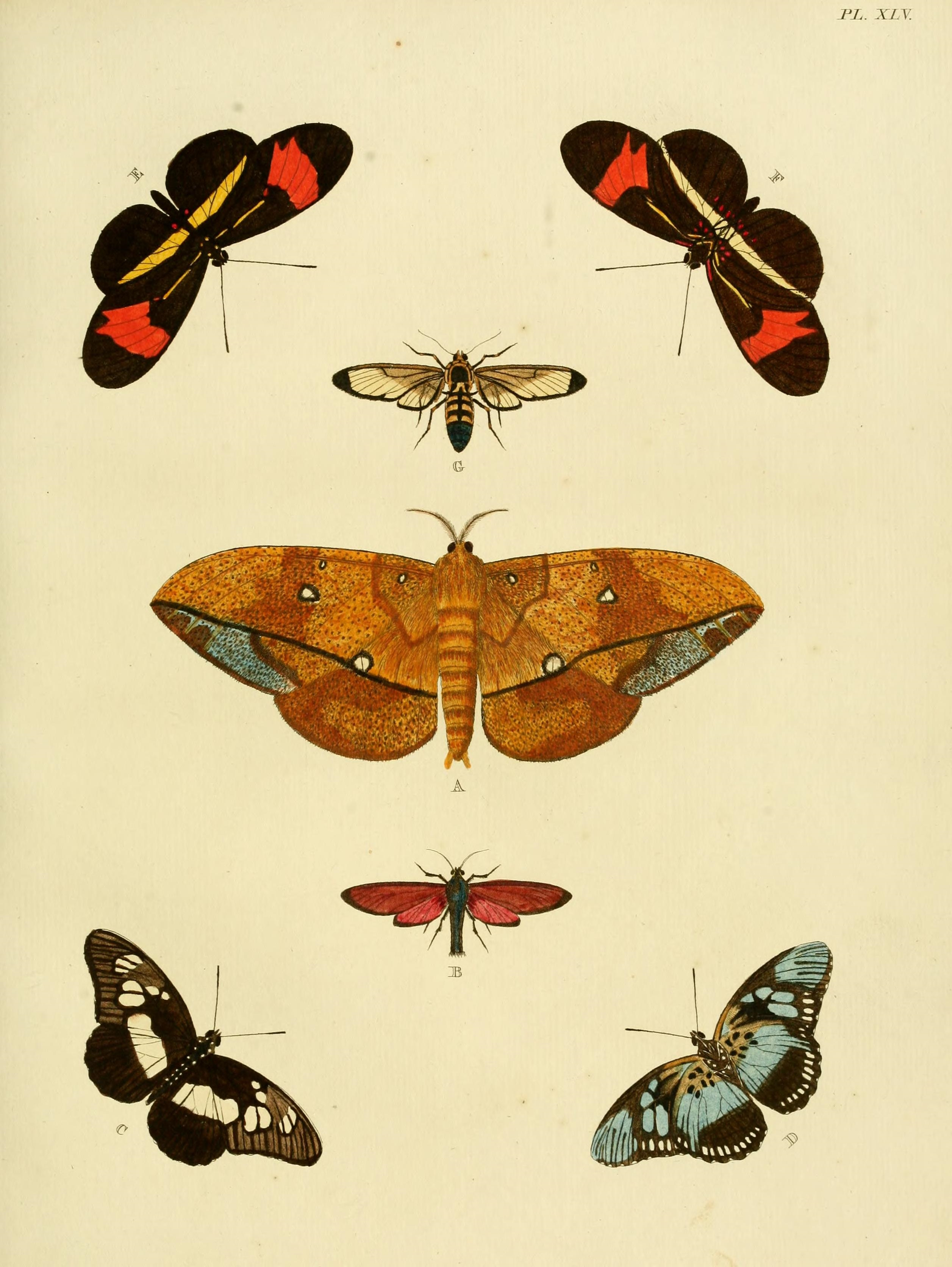
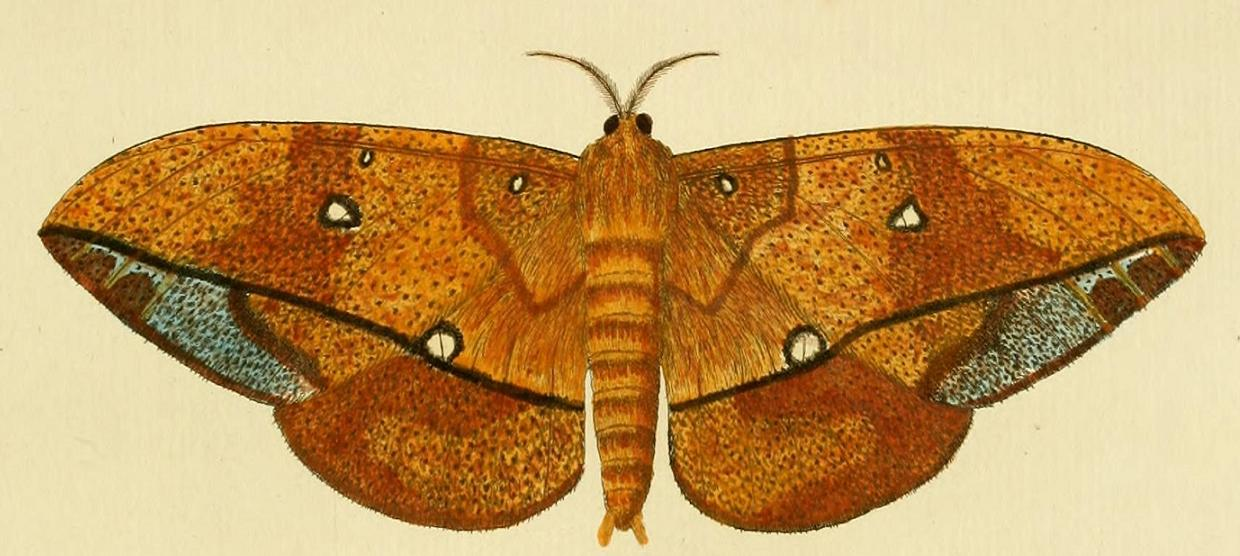